# 長善寺 (名古屋市)
長善寺（ちょうぜんじ）は、愛知県名古屋市西区上小田井にある真宗大谷派の寺院。

## 歴史
後述のとおり長善寺に残っていた資料等の多くは太平洋戦争で焼失してしまったことから、同寺院の成立時期を示す明らかな資料は残っていないが、1668年（寛文8年）に尾張国中島郡起村の林久兵衛が長善寺に梵鐘を寄進したことが、林家に残る文書から確認できる（長善寺寄進梵鐘碑文）。 また、尾張藩による村勢調査である『寛文村々覚書』には、長善寺が上小田井村にあり、東本願寺の直末寺だったことが確認できるため、少なくとも寛文期には同寺が存在したことは間違いないと考えられる。
一方、江戸時代後半に成立した地誌『尾張徇行記』によると、織田信秀・信長の重臣・林秀貞（文書上は軍記物等で見られる「通勝」）の弟・新九郎が1538年（天文9年）に上小田井村に心養坊という建物を建立したことに始まるという。また、林家の系図によると、新九郎の三代子孫にあたる祐春の弟長太郎が尾張国起村に別家し、久兵衛はその子孫であるといい、これについては、研究者の林英夫は長善寺に林家三代の墓があったことなどから間違いないとみなしている。
上小田井の寺院としては長善寺に加えて法源寺がある。真宗の檀家では大きな行事として報恩講があり、長善寺では毎年11月に「ホンコサマ」という呼称で行っている。

### 佐々成政
『西春日井郡誌』によれば、地域に残る口伝として、長善寺はかつて比良村（現・名古屋市西区比良）にあり、佐々成政の菩提寺であったが、洪水の影響で現在地に移築したという。

### 高田太郎庵

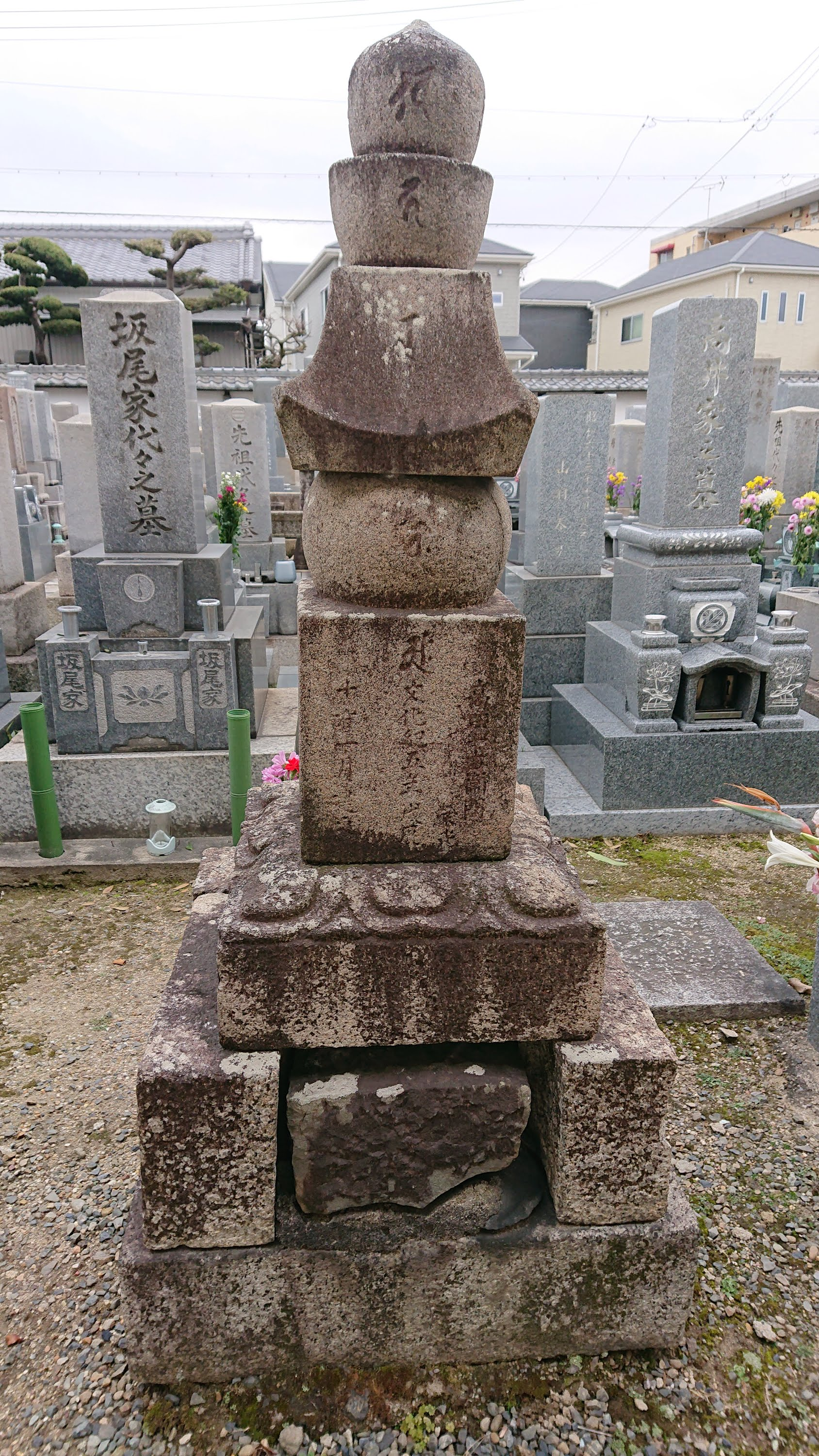
高田太郎庵の墓石

境内に高田太郎庵の墓がある。高田太郎庵は、1683年（元和3年）生まれ、1763年（宝暦13年）没。天和年間に活躍した茶道の達人として知られる。　
通称は薮下屋太兵衛と称し、名は栄治。呉服商であった。茶事を好み、教えを受ける者が極めて多かった。老後は閑居の地から20余年一歩も門外に出なかったと言われている。

## 境内

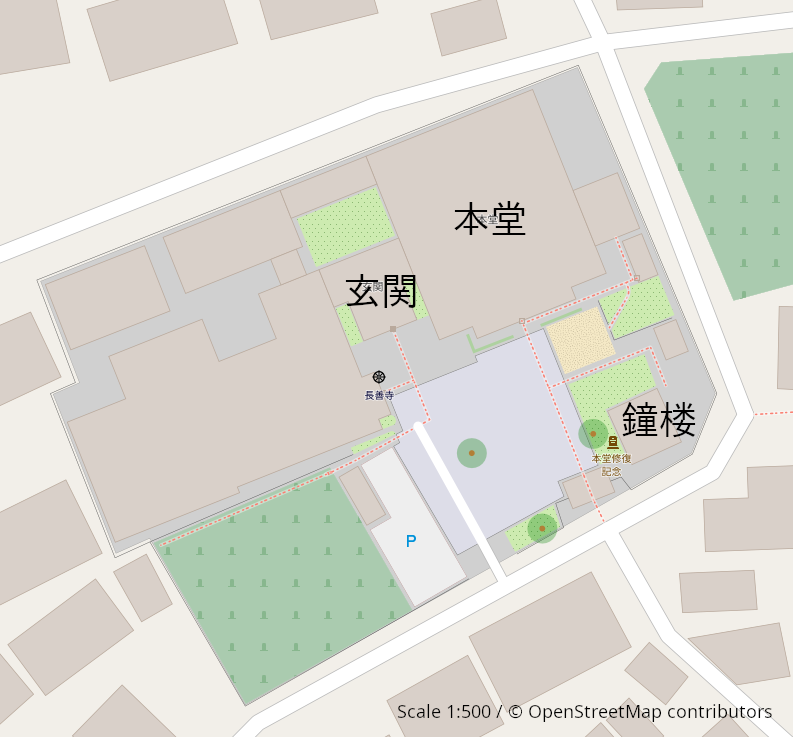
長善寺（境内図）

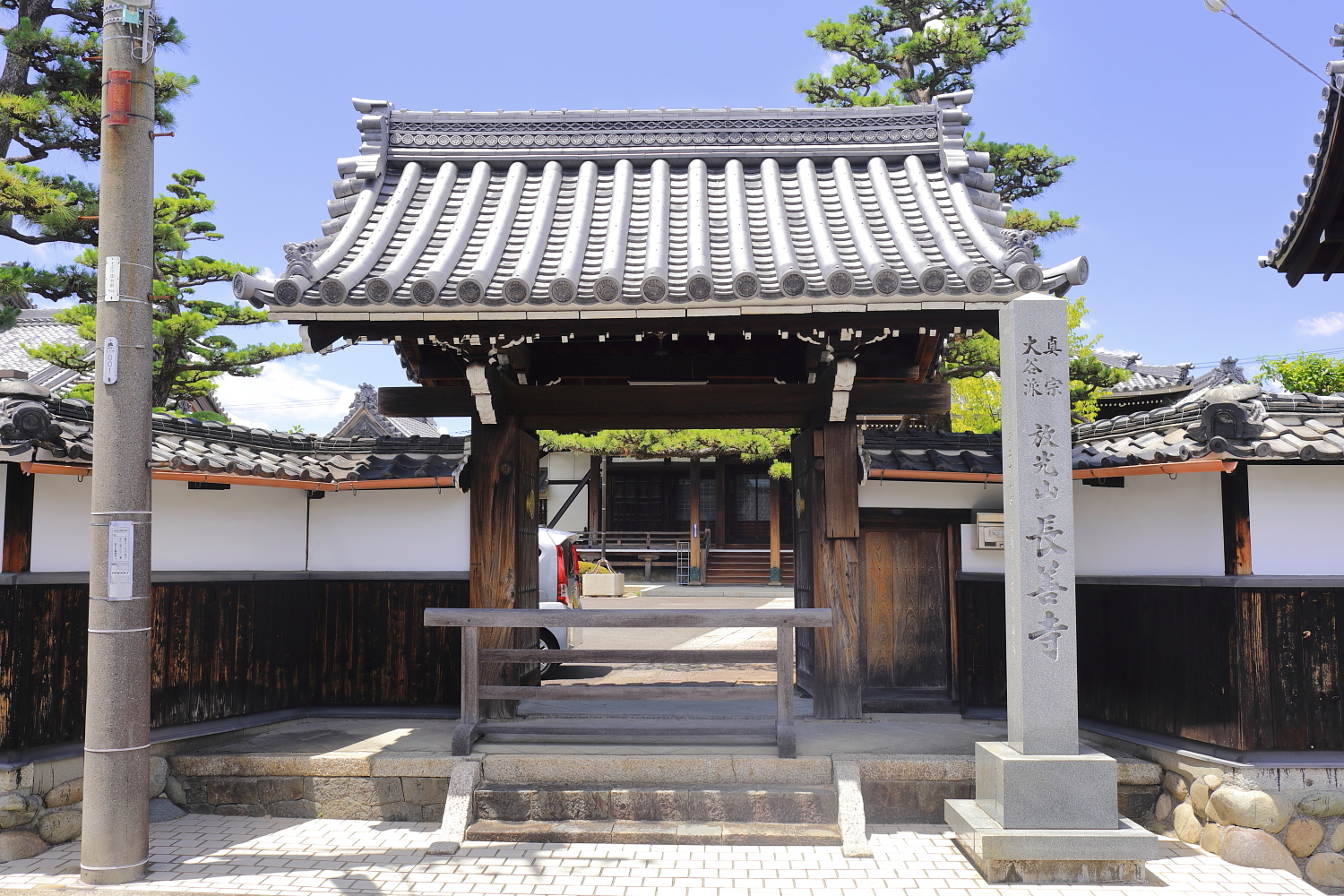
山門
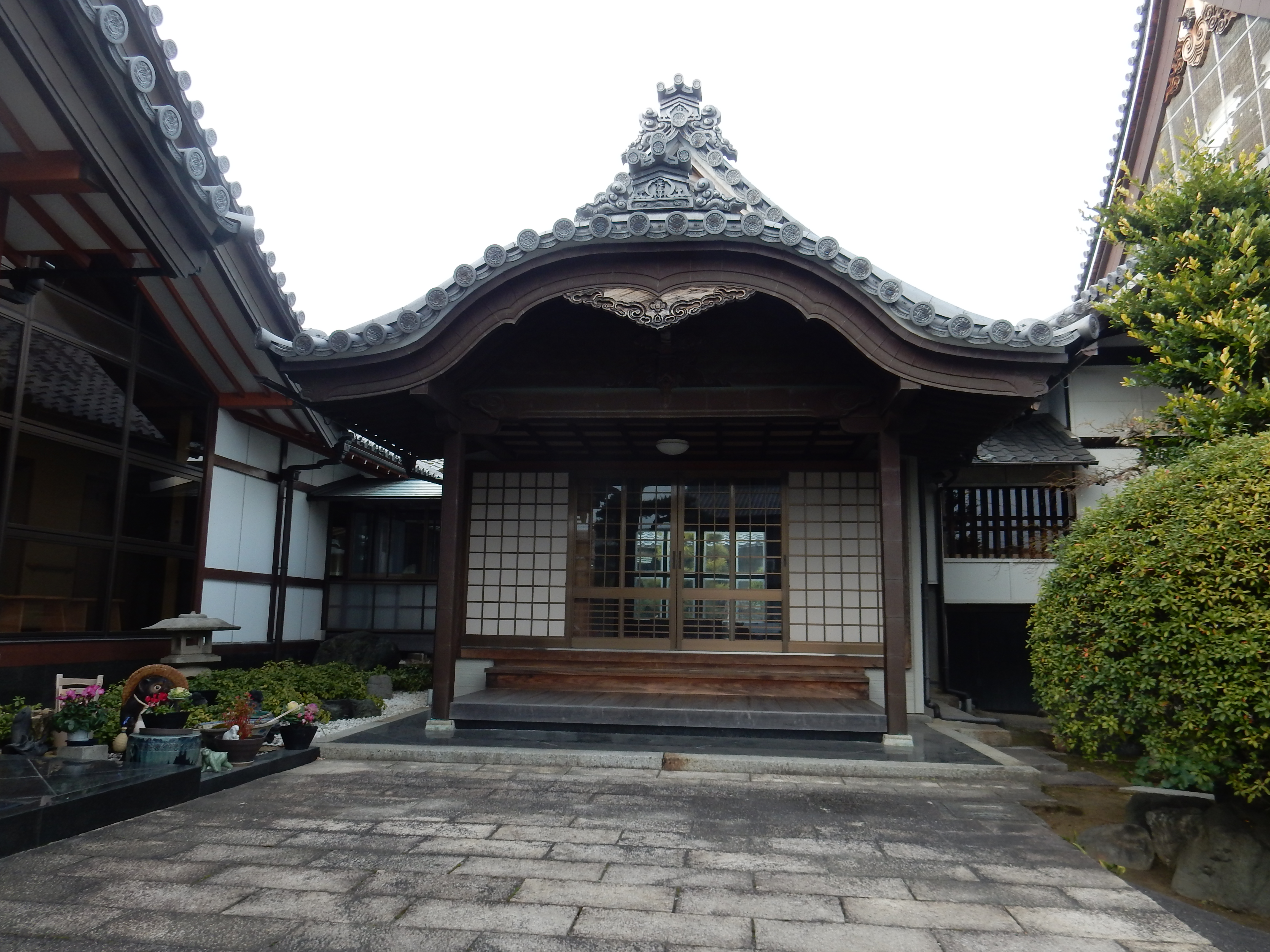
長善寺（玄関）
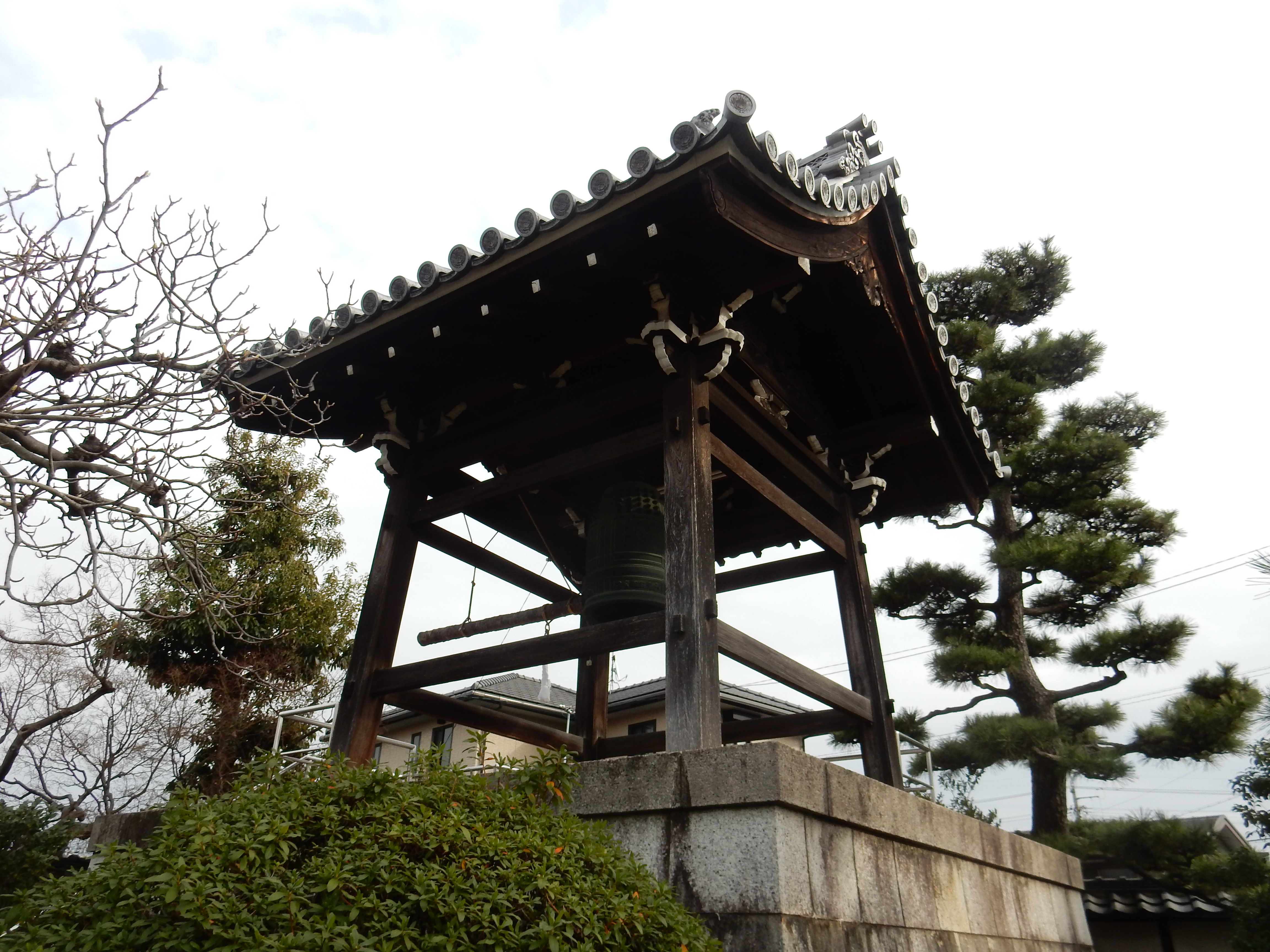
鐘楼
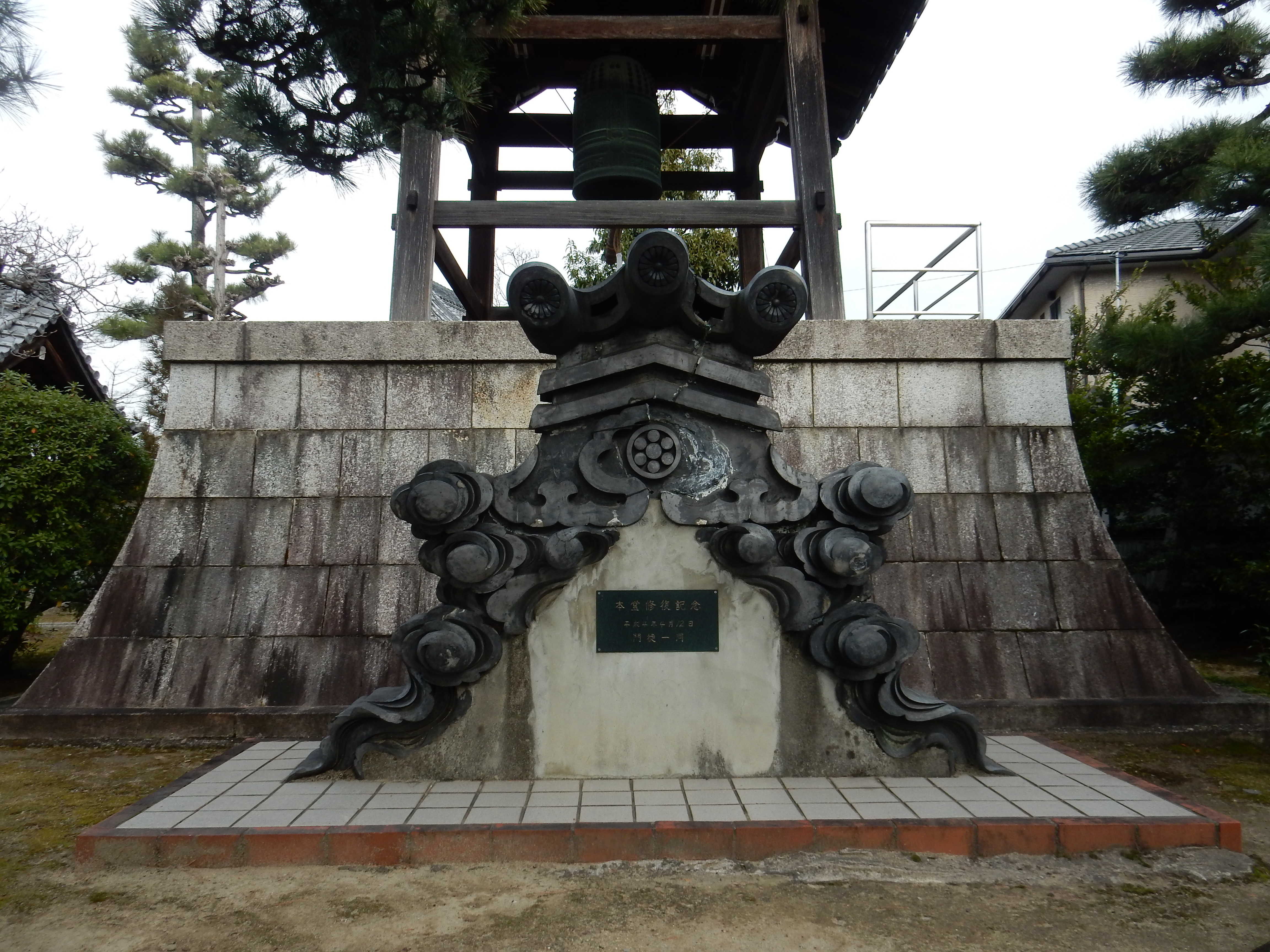
本堂修復前に使用していた瓦

- 本堂
安政4年（1857年）または文久2年（1862年）頃に建立されたとされる[1]。
- 書院
1911年（明治44年）の親鸞聖人650回大遠忌法要以後に再建された[1]。
- 庫裡
1911年（明治44年）の親鸞聖人650回大遠忌法要以後に再建された[1]。
- 鐘楼
1911年（明治44年）の親鸞聖人650回大遠忌法要以後に再建された[1]。
- 玄関
明治以前から存続している建物としては本堂と玄関のみとされる[1]。
- 墓地
茶人である高田太郎庵の墓石がある[1]。

- 山門
- 長善寺（玄関）
- 鐘楼
- 本堂修復前に使用していた瓦

## 本尊・寺宝
長善寺の本尊は阿弥陀如来木像であり、その他にいくつかの寺宝を有している。太平洋戦争中には疎開させていた寺宝・什物・古文書などを焼失している。
- 方便法身尊形（現存せず）
天文8年（1539年）に下付され、同年に顕了が心養坊を創建した[1]。
- 親鸞聖人御影（寺宝）
慶長9年（1604年）に下付された[1]。
- 阿弥陀如来木像（本尊）
正保4年（1647年）に下付され、同年に心養坊から長善寺という寺号に改めた[1]。
- 蓮如上人御影（寺宝）
正保4年（1647年）に下付された[1]。
- 聖徳太子御影（寺宝）
承応2年（1652年）に下付された[1]。

## 社会活動
寺へのお供え菓子を仏からの授かり物ととらえ、経済的に困窮する家庭への支援としてお裾分けを行う活動「おてらおやつクラブ」に参加している。2017年（平成29年）に住職に着任した蒲池卓巳によれば、長善寺では2カ月に1度の頻度で、近隣住民のボランティアらとともに取組に参加している。
山田地区ではコミュニティセンターと2つの寺院を会場として、子ども食堂「やまだっ子亭」が行われている。2018年5月11日には初めて長善寺で「やまだっ子亭」が行われた。

## 現地情報

### 所在地
- 愛知県名古屋市西区上小田井1丁目259番地[1]

### アクセス
- 名鉄犬山線「中小田井駅」から、徒歩で約5分[14]。
- 名古屋市営地下鉄鶴舞線「庄内緑地公園駅」から、徒歩で約12分 [14]。
- 名古屋市営バス「中小田井五丁目」バス停、「南川町」バス停、「上小田井二丁目」バス停から、徒歩で約6分[14]。